# ويليام هيغينز
ويليام هيغينز (15 نوفمبر 1888 في نيوزيلندا - 3 يوليو 1968) (بالإنجليزية: William Higgins)‏ هو لاعب كريكت نيوزلندي.

## وصلات خارجية
- ويليام هيغينز على موقع إي آس بي آن كريك إنفو (الإنجليزية)